# NGC 1231
NGC 1231 ist eine Spiralgalaxie vom Hubble-Typ Sc im Sternbild Eridanus am Südsternhimmel. Sie ist schätzungsweise 104 Millionen Lichtjahre von der Milchstraße entfernt.
Das Objekt wurde am 2. Dezember 1885 vom Astronomen Francis Leavenworth entdeckt.